# 布伦希尔德·亨德里克斯
布伦希尔德·亨德里克斯（德語：Brunhilde Hendrix，1938年8月2日—1995年11月28日），德国前女子田径运动员。她曾代表德国联队参加1960年夏季奥林匹克运动会田径比赛，获得女子4×100米接力银牌。